# Reisewarnung
Die Reisewarnung ist eine offizielle Empfehlung einer Behörde nur für die eigenen Staatsangehörigen, Reisen in ein bestimmtes Land oder ein bestimmtes Gebiet nicht zu unternehmen oder abzubrechen, da die Reisesicherheit nicht gegeben ist. Gründe für eine Reisewarnung können instabile politische, wirtschaftliche oder gesellschaftliche Verhältnisse oder Katastrophen sein, die eine unmittelbare Bedrohung für die Reisenden darstellen. Auch die Annahme, dass sich relevante Faktoren in absehbarer Zeit verändern und so nachteilig auf Reisende auswirken können, kann beitragen eine Warnung herauszugeben. Unterhalb der Reisewarnung verwenden einzelne Staaten abgeschwächte Begriffe wie „von Reisen wird abgeraten“. Reisewarnungen haben auch zivilrechtliche Auswirkungen auf Verträge, die dem Recht des warnenden Staates unterliegen und in dem Staat, vor dem gewarnt wird, (zumindest teilweise) erfüllt werden sollen. Hier kommt die sog. Lehre vom Wegfall (oder der Störung) der Geschäftsgrundlage (in Deutschland z. B. generell § 313 BGB, für Reiseverträge § 651h BGB) zum Tragen, deren Umfang und Grenzen jedoch nicht immer eindeutig definiert sind.

## Europäische Union
Die Europäische Union hat seit dem Vertrag von Lissabon erweiterte Kompetenzen in der Außen- und Sicherheitspolitik. Unionsbürger können auch den konsularischen Schutz anderer Mitgliedstaaten in Anspruch nehmen, wenn ihr eigener Staat im Reiseland nicht vertreten ist (Art 23 AEUV). Die Europäische Kommission publiziert die Reisewarnungen sämtlicher Mitgliedstaaten auf einer Webseite mit dem Titel „Reisehinweise“.

## Deutschland
Beim Auswärtigen Amt sind ständig relevante Informationen für Reisen in alle Länder verfügbar. Die gegebenen Informationen werden regelmäßig auf ihre Aktualität und Korrektheit überprüft. Jede Veröffentlichung wird mit Datum versehen und ist bis auf Weiteres gültig, Gefährdungsfaktoren oder -situationen können sich jedoch schnell ändern.
Sie betreffen jedoch nie Gebiete innerhalb Deutschlands; auch dann nicht, wenn dort Reisende Probleme zu erwarten haben (wie z. B. Einreise- oder Beherbungsverbote im Zielgebiet aufgrund der Herkunft des innerhalb Deutschlands Reisenden).
Es wird unterschieden zwischen:

### Reisehinweise
Allgemeine Informationen zu den Einreisebestimmungen eines Landes, medizinische Hinweise, straf- oder zollrechtliche Besonderheiten, sowie allgemeine kulturelle oder gesellschaftliche Rahmenbedingungen.

### Sicherheitshinweise
Es wird auf besondere Risiken hingewiesen. Sicherheitshinweise können die Empfehlung enthalten, auf Reisen zu verzichten oder sie einzuschränken. Gegebenenfalls wird von nicht unbedingt erforderlichen oder allen Reisen abgeraten.

### Reisewarnungen
Eine Reisewarnung ist ein vom Auswärtigen Amt offiziell ausgesprochener Appell, von Reisen in das betreffende Land oder in bestimmte Regionen dieses Landes (Teilreisewarnung) abzusehen. Reisewarnungen werden nur ausgesprochen, wenn von einer akuten „Gefahr für Leib und Leben“ ausgegangen werden muss. Bundesbürger, die in einem so charakterisierten Land leben oder zu Gast sind, werden gegebenenfalls zur Ausreise angehalten.
Aktuell (Stand: 2023) bestehen Reisewarnungen für folgende Länder: Afghanistan, Belarus, Haiti, Iran, Israel (inkl. palästinensische Gebiete), Jemen, Libanon, Libyen, Myanmar, Niger, Somalia, Sudan, Südsudan, Syrien, Ukraine und Zentralafrikanische Republik. Für weitere Länder gelten Teilreisewarnungen.

#### Rücktrittsrecht bei Pauschalreisen wegen der COVID-19-Pandemie
Reisewarnungen der Weltgesundheitsorganisation (WHO), des Auswärtigen Amtes oder des Robert Koch-Instituts (RKI) gelten als „unvermeidbare, außergewöhnliche Umstände, die die Durchführung der Reise oder die Beförderung von Personen an den Bestimmungsort erheblich beeinträchtigen“ (§ 651h BGB). Sie berechtigen sowohl den Reisenden als auch den Veranstalter, vor Beginn einer Pauschalreise vom Reisevertrag zurückzutreten. Nach Ansicht des AG Frankfurt am Main ist das jedoch keine zwingende Voraussetzung. Eine gewisse Wahrscheinlichkeit für einen gesundheitsgefährdenden Krankheitsausbruch reiche aus.

### Grundsätzliche Reiseempfehlungen
Zusätzlich stellt das Auswärtige Amt grundsätzliche Empfehlungen bereit: Rechtsvorschriften werden allerdings nur im Besonderen behandelt, die Kontaktaufnahme mit der zuständigen diplomatischen oder konsularischen Vertretung des Ziellandes für umfassende, aktuelle Informationen wird empfohlen.
Die Kosten der Repatriierung wird in Deutschland nicht von einem Krankenversicherer übernommen, eine zusätzliche Versicherung wird empfohlen. Kosten für Hilfsmaßnahmen durch die Auslandsvertretungen können dem Konsulargesetzes entsprechend in Rechnung gestellt werden.

### Krisenvorsorgeliste
Das Auswärtige Amt bietet deutschen Staatsbürgern die Möglichkeit, sich vor einer Auslandsreise online in einer Deutschenliste zu registrieren (Elektronische Erfassung von Deutschen im Ausland, ELEFAND). Dies kann sowohl für längere Auslandsaufenthalte als auch für Kurzurlaube genutzt werden, ist freiwillig und kostenlos. Mit einem Passwort können die Registrierten ihre Daten ändern oder auf den neuesten Stand bringen. Frühester Registrierungstermin ist zehn Tage vor dem geplanten Reisebeginn.

## Österreich
In Österreich werden Reisewarnungen vom Bundesministerium für Europa, Integration und Äußeres (BMEIA) auf Grundlage einer Entscheidungsmatrix herausgegeben. Verbunden mit der Reisewarnung kann auch ein Aufruf an bereits vor Ort anwesende Österreicher sein, sich umgehend bei der nächsten österreichischen Vertretung zu melden oder die Rückreise anzutreten.
Eine solche Reisewarnung ist auch hier Grundlage für eine kostenlose Umbuchung oder Stornierung von Reisen.
Im Februar 2021 sprach die österreichische Bundesregierung erstmals eine Reisewarnung für ein österreichisches Bundesland aus. Die Bundesregierung warnte „vor nicht notwendigen Reisen nach Tirol und ersucht, nicht notwendige Reisen nach Tirol zu unterlassen“. Das Land Tirol wehrte sich heftig dagegen, stärkeren Einschränkungen als andere österreichische Regionen unterworfen zu werden.

## Schweiz
Das Eidgenössische Departement für auswärtige Angelegenheiten (EDA) der Schweiz führt eine Liste mit sogenannten Reisehinweisen, die für die meisten Staaten der Welt eine grundsätzliche Einschätzung der Lage und wenn gegeben Hinweise auf spezifische regionale Risiken enthält. Von Reisen in Länder mit prekärer Sicherheitslage wird in dieser Liste jeweils ausdrücklich abgeraten.
Über das Portal itineris bietet das EDA Schweizerinnen und Schweizern die Möglichkeit an, ihre Auslandreisen online registrieren zu lassen. Registrierte «erhalten eine Mitteilung, wenn sich in einem Gebiet die Sicherheitslage unerwartet markant verschlechtert».

## Vereinigte Staaten von Amerika
In den USA wird zwischen Travel Warning, einer eher langfristigen unspezifisch angesetzten Warnung, meist auf eine Region oder ein Land beschränkt, und dem Travel Alert unterschieden.
Letzterer bezieht sich auf eine konkrete Bedrohung für US-Bürger, weltweit oder ebenfalls regional beschränkt.
Auch das Department of State stellt allgemeine Informationen zu Ländern bereit.
Das Reisen in einzelne Länder kann von der Regierung auch generell verboten werden (so etwa nach Kuba).